# Francine Prose
Francine Prose (1 de abril de 1947 en Brooklyn, Nueva York) es una escritora estadounidense. 
Cursó estudios en la Harvard University (1969). En su actividad pedagógica ha impartido clases en la Universidad de Harvard, Cambridge, como profesora de creación literaria, 1971-72; en la Universidad de Arizona, Tucson, como profesora invitada de narrativa, 1982-84; en el Warren Wilson College, Swannanoa, como profesora adjunta del programa de Bellas Artes, 1984. Ha sido profesora en la Breadloaf Writers Conference, en el verano de 1984.
Publicaciones: Judah the Pious (Atheneum, 1973); The Glorious Ones (Atheneum, 1974); Stories from Our Living Past (cuentos judíos, libro ilustrado por Erika Weihs, con una guía para profesores, Behrman, 1974); Marie Laveau (Berkley Publishing, 1977); Animal Magnetism (Putnam, 1978); Household Saints (St. Martin's, 1981); Hungry Hearts (Pantheon, 1983); Bigfoot Dreams (Pantheon, 1986); Women and Children First and Other Stories (Pantheon, 1988); Primitive People (Farrar, Straus, 1992); A peaceable Kingdom (Farrar, Straus, 1993); Dybuk: a Story Made in Heaven (Greenwillow, 1996); The Angel's Mistake: Stories of Chelm (Greenwillow, 1997); Guided Tours of Hell: Novellas (Metropolital Books/Henry Holt, 1997); Hunters and Gatherers (H. Holt, 1997). Colaboradora: Master Breasts: Objectified, Aestheticized, Fantasized, Eroticized, Feminized by Photography's Most Titillating Masters (Aperture, 1998); You Never Know: a Legend of the Lamed-Vavniks (Greenwillow, 1998); Blue Angel: a Novel (HarperCollins, 2000); The Demon's Mistake: a Story from Chelm (Greenwillow, 2000); coautora de On Writing Short Stories (Oxford University Press, 2000) y The Lives of the Muses: Nine Women and the Artists They Inspired (HarperCollins, 2002). Ha recibido muchos premios por sus trabajos. Ha publicado narraciones y artículos en las siguientes revistas: Mademoiselle, Redbook, Harper's Bazaar, Glamour, New York Times Magazine, Atlantic, Village Voice y Commentary.

## Obra

### Algunas publicaciones

#### Novelas
- 1973: Judah the Pious, Atheneum (Macmillan reissue 1986 ISBN 0-8398-2913-2)
- 1974: The Glorious Ones, Atheneum (Harper Perennial reissue 2007 ISBN 0-06-149384-8)
- 1977: Marie Laveau, Berkley Publishing Corp. (ISBN 0-399-11873-X)
- 1978: Animal Magnetism, G.P. Putnam's Sons. (ISBN 0-399-12160-9)
- 1981: Household Saints, St. Martin's Press (ISBN 0-312-39341-5)
- 1983: Hungry Hearts, Pantheon (ISBN 0-394-52767-4)
- 1986: Bigfoot Dreams, Pantheon (ISBN 0-8050-4860-X)
- 1992: Primitive People, Farrar, Straus & Giroux (ISBN 0-374-23722-0)
- 1995: Hunters and Gatherers, Farrar, Straus & Giroux (ISBN 978-0-374-17371-5)
- 2000: Blue Angel, Harper Perennial (ISBN 978-0-06-095371-3)
- 2003: After, HarperCollins (ISBN 0-06-008082-5)
- 2005: A Changed Man, HarperCollins (ISBN 0-06-019674-2) – ganadora del 2006 Dayton Literary Peace Prize por ficción
- 2007: Bullyville, HarperTeen (ISBN 978-0-06-057497-0)
- 2008: Goldengrove, HarperCollins (ISBN 0-06-621411-4)
- 2009: Touch, HarperTeen (ISBN 978-0-06-137517-0)
- 2011: My New American Life, Harper (ISBN 978-0-06-171376-7)
- 2012: The Turning, HarperTeen (ISBN 978-0-06-199966-6)
- 2014: Lovers at the Chameleon Club, Paris 1932, Harper (ISBN 978-0-06-171378-1)
- 2016: Mister Monkey, Harper, (ISBN 978-0-06-239783-6)

#### Historias cortas
- 1988: Women and Children First, Pantheon (ISBN 0-394-56573-8)
- 1997: Guided Tours of Hell, Metropolitan (ISBN 0-8050-4861-8)
- 1998: The Peaceable Kingdom, Farrar Straus & Giroux (ISBN 0-06-075404-4)

#### Álbumes infantiles
- 2005: Leopold, the Liar of Leipzig, illustrated by Einav Aviram, HarperCollins (ISBN 0-06-008075-2), OCLC 52821480

#### No ficción
- 2002: The Lives of the Muses: Nine Women & the Artists They Inspired, HarperCollins (ISBN 0-06-019672-6)
- 2003: Gluttony, Oxford University Press (ISBN 0-19-515699-4) – second in a series about the seven deadly sins
- 2003: Sicilian Odyssey, National Geographic (ISBN 0-7922-6535-1)
- 2005: Caravaggio: Painter of Miracles, Eminent Lives ISBN 0-06-057560-3
- 2006: Reading Like a Writer, HarperCollins ISBN 0-06-077704-4
- 2008: The Photographs of Marion Post Wolcott. Washington D. C.: Library of Congress (ISBN 978-1-904832-41-6)
- 2009: Anne Frank: The Book, the Life, the Afterlife, HarperCollins (ISBN 0-06-143079-X)
- 2015: Peggy Guggenheim – The Shock of the Modern, Yale University Press (ISBN 978-0-300-20348-6)[2]